# Heinz Albicker
Heinz Albicker (* 13. März 1950) ist ein Politiker (FDP) des Schweizer Kantons Schaffhausen.
Er ist heimatberechtigt im Kantonshauptort Schaffhausen. Er war Vizedirektor der UBS in Zürich und leitet seit dem 1. Januar 2001 als Regierungsrat das kantonale Finanzdepartement. Heinz Albicker trat Ende 2009 zurück.